# Rowmund
Rowmund, Romunt, Roman, Wit – legendarny wielki książę litewski, książę ruski i żmudzki z dynastii Dorsprungowiczów-Centaurów. Jego historyczność jest odrzucana przez większość współczesnych historyków.
Według rosyjskiej Kroniki Zmartwychwstania (tam znany jako Wit) jego dziadkiem miał być legendarny książę połocki Rościsław z rodu Rogwołodowiczów, który miał uciec do Konstantynopola w 1129 roku. Ojcem Wita miał być Dowiat, zaś bratem historyczny książę Nalszy Gerden. Wersja ta jest odrzucana przez większość historyków; podawany przez kronikę czas emigracji Rościsława i czas panowania jego wnuka Wita dzieli prawie 150 lat.
Według polskich i litewskich kronik (m.in. Kroniki Bychowca) miał wywodzić się z rodu Dorsprungowiczów (Centraurów), pochodzącego od towarzysza Palemona. Miał być synem Giligina, wnukiem Skirmunta i prawnukiem Szwentoroga. Początkowo miał objąć władzę na Litwie i Rusi, a następnie na Żmudzi. Według herbarza Kacpra Niesieckiego swoje panowanie rozpoczął w 1266 roku (czyli za historycznych rządów Wojsiełka), zaś wg jednej z litewskich sylw w 1276 roku (czyli za historycznego panowania Trojdena).
Legendy przypisują mu pięciu synów: Trojdena, Dowmunta, Narymunta, Holszę i Giedrusa. Jest legendarnym przodkiem rodu Holszańskich, Giedroyciów i Piłsudskich. 